# Шароян, Владимир Бейбутович
Владимир Бейбутович Шароян (2 января 1947 — 9 марта 2014) — советский футболист, советский и армянский футбольный судья. Судья всесоюзной категории (30 декабря 1988).

## Биография
В 1965—1966, 1969—1970 годах играл в классе «Б» за «Севан» Октембрян. Во время прохождения армейской службы выступал в чемпионате Украинской ССР за команду Львовского высшего военно-политического училища.
С 1980 года — футбольный судья. В 1988—1991 годах в качестве главного арбитра отработал на 36 матчах чемпионата СССР. В сезоне 1989/90 провёл два матча еврокубков в составе команды Алексея Спирина.
В списках лучших судей сезона СССР 2 раза (1990, 1991).